# Хакан Шюкюр
Хака́н Шюкю́р (тур. Hakan Şükür, нар. 1 вересня 1971, Адапазари, Сакар'я, Туреччина) — колишній турецький футболіст, нападник. По завершенні ігрової кар'єри — футбольний оглядач на турецькому телебаченні.
Лауреат Ювілейної нагороди УЄФА як найвидатніший турецький футболіст 50-річчя (1954—2003). Найкращий бомбардир в історії збірної Туреччини (51 гол) та Турецької Суперліги (241 гол).

## Клубна кар'єра
Вихованець футболу рідного ілу Сакар'я на північному заході Туреччини. Дебютував у дорослому футболі 1988 року у 17-річному віці у складі команди головного місцевого футбольного клубу «Сакар'яспор», що саме повернувся до елітного дивізіону національної першості. У дебютному сезоні в дорослому футболі здобув свій перший трофей — Кубок Туреччини. Успіхи клубу у національній першості були менш вражаючими і вже по результатах сезону 1989-90 команда з Адапазари полишила вищий дивізіон. Втім, молодий нападник залишився в еліті турецького футболу, перейшовши до клубу «Бурсаспор». Після двох сезонів у цій команді у 1992 20-річний нападник перейшов до одного з грандів турецького футболу — «Галатасарая».
У першому сезоні виступів за стамбульський клуб гравець відзначився 19 голами у 30 матчах, допомігши команді виграти усі внутрішні трофеї — чемпіонат, Кубок та Суперкубок. Гравець швидко став центральною фігурою у нападі «Галатасарая» і почав привертати увагу клубів з провідних європейських футбольних ліг. Влітку 1995 року гравець перейшов до італійського клубу «Торіно», однак не зміг пробитися до основного складу команди та наприкінці того ж року повернувся до Стамбула, провівши лише п'ять ігор у Серії A. У «Галатасараї» форвард знову став основною зіркою команди. Цього разу він відіграв за клуб 4,5 сезони, протягом яких «Галатасарай» додав до свого активу чотири чемпіонські титули, а Шюкюр додав до свого бомбардирського доробку 108 голів, забитих у 156 матчах чемпіонатів Туреччини. В сезоні 1999—2000 до внутрішніх трофеїв стамбульський клуб додав Кубок УЄФА, перший континентальний трофей для турецького футболу. Внесок Шюкюра у здобуття цієї історичної перемоги був більш ніж суттєвим — протягом 17 матчів турніру йому 10 разів вдалося вразити ворота суперників.
Як чинний володар Кубка УЄФА гравець знову переїжджає до Італії, цього разу до Мілана, де в сезоні 2000-01 захищає кольори місцевого «Інтернаціонале». І цього разу спроба змінити чемпіонат виявилася невдалою — після першого ж сезону керівництво «Інтера» погодило перехід гравця до іншого італійського клубу — «Парми», де протягом сезону 2001-02 він лише 15 разів виходив на поле в іграх Серії A. Наступний сезон 2002-03 розпочав вже в Англії, захищаючи кольори «Блекберн Роверз», де його успіхи були ще менш значними — лише 9 матчів та 2 голи у Прем'єр-лізі.
Врешті-решт після трирічного поневіряння за кордоном нападник повернувся 2003 року до «Галатасарая», де своїм досвідом та бомбардирськими здібностями допоміг команді повернути собі чемпіонський титул в сезоні 2005-06. З 2005 року був капітаном команди. Свій восьмий титул чемпіона Туреччини Шюкюр виборов в сезоні 2007-08, по завершенні якого 36-річний гравець завершив ігрову кар'єру.

## Виступи за збірну
Викликався до збірних команд Туреччини різних вікових категорій, починаючи з 16-річного віку. У складі національної збірної Туреччини дебютував у 20 років у березні 1992 товариською грою проти збірної Люксембургу. Відтоді і до завершення виступів за збірну у 2007 провів у її складі 112 офіційних зустрічей, забивши рекордний для команди 51 гол. Протягом 30 ігор за збірну виводив її на поле як капітан команди.
Брав участь у фінальних частинах чемпіонатів Європи 1996 та 2000 років.
Учасник чемпіонату світу 2002 року, на якому турецька команда здобула бронзові нагороди. Під час фінального турніру світової першості в Японії та Кореї взяв участь в усіх 7 матчаї збірної, відзначився 1 забитим голом. Єдиний м'яч Шюкюра на турнірі, забитий через 10,8 секунди після початку матчу за третє місце проти збірної Південної Кореї став найшвидшим голом в історії фінальних частин чемпіонатів світу.

### Статистика виступів за збірну
| Команда   | Рік    | Ігри | Голи |
| --------- | ------ | ---- | ---- |
| Туреччина | 1992   | 8    | 5    |
| Туреччина | 1993   | 3    | 1    |
| Туреччина | 1994   | 5    | 3    |
| Туреччина | 1995   | 7    | 4    |
| Туреччина | 1996   | 12   | 3    |
| Туреччина | 1997   | 5    | 6    |
| Туреччина | 1998   | 4    | 1    |
| Туреччина | 1999   | 7    | 3    |
| Туреччина | 2000   | 9    | 3    |
| Туреччина | 2001   | 10   | 6    |
| Туреччина | 2002   | 10   | 2    |
| Туреччина | 2003   | 9    | 4    |
| Туреччина | 2004   | 8    | 5    |
| Туреччина | 2005   | 5    | 0    |
| Туреччина | 2006   | 5    | 4    |
| Туреччина | 2007   | 5    | 1    |
| Усього    | Усього | 112  | 51   |

## Досягнення та нагороди

### У складі «Сакар'яспора»
- Володар Кубка Туреччини: 1987-88;

### У складі «Галатасарая»
- Володар Кубка УЄФА: 1999-2000;
- Чемпіон Туреччини (8): 1992-93, 1993-94, 1996-97, 1997-98, 1998-99, 1999-2000, 2005-06, 2007-08
- Володар Кубка Туреччини (5): 1992-93, 1995-96, 1998-99, 1999-2000, 2004-05
- Володар Суперкубка Туреччини (3): 1993, 1996, 1997

### У складі «Парми»
- Володар Кубка Італії: 2001-02;

### У складі збірної Туреччини
- Переможець Середземноморських ігор: 1993
- Бронзовий призер чемпіонату світу 2002 року

### Особисті
- Найвидатніший турецький футболіст 50-річчя (1954—2003)
- Найкращий бомбардир в історії збірної Туреччини: 51 гол
- Найкращий бомбардир в історії Турецької Суперліги: 241 гол.
- Найкращий бомбардир Чемпіонату Туреччини (3): 1996-97, 1997-98, 1998-99